# Phu Quoc
Phu Quoc (Phú Quốc) je otok u Tajlandskom zaljevu, uz obalu Malajskog poluotoka, površine 574km2, populacije preko 100.000 (prema podacima iz 2011.). Najveći je otok u Vijetnamu. Bogat je prirodnim dobrima te je iznimno popularna turistička lokacija zbog svojih bijelih pješčanih plaža, koraljnih grebena i kokosovog drveća.

## Administracija
Ko Samui je huyện (distrikt)[provjeriti ima li bolji prijevod] pokrajine Kien Gianga, podijeljen na 8 okruga (xã),[provjeriti ima li bolji prijevod] i na 2 grada (thị trấn). Čitav otok je jedna općina (thesaban mueang), no "distrikt" pokriva otok i otočje huyen te neke druge manje obližnje otoke. Administrativne jedinice Phu Quoca su:
1. Thị trấn Dương Đông
2. Thị trấn An Thới
3. Xã Dương Tơ
4. Xã Cửa Cạn
5. Xã Gành Dầu
6. Xã Cửa Dương
7. Xã Bãi Thơm
8. Xã Hòn Thơm
9. Xã Hàm Ninh
10. Xã Thổ Châu

## Galerija slika
- Plaža u Phú Quốc
- Plaža Sao u Phú Quốc
- Dương Đông rijeka
- Tranh potok
- Pagoda
- Phu Quoc